# 3GP
3GP is een bestandsformaat voor multimedia dat is ontwikkeld door de Third Generation Partnership Project oftewel 3GPP. 3GPP is een overeenkomst tussen meerdere telecommunicatiestandaarden. Het is opgericht in 1998. Ze zijn verantwoordelijk voor de specificaties en infrastructuur van de netwerkprotocollen.
3GP is vooral ontwikkeld voor mobiele telefoons die 3G ondersteunen, maar het kan ook gebruikt worden door sommige 2G- en 4G-toestellen. Het is een vereenvoudigde versie van MPEG-4 Part 14. Dit om het bestand te verkleinen waardoor er minder opslagruimte en bandbreedte nodig is om het bestand te ontvangen of verzenden.
Sommige mobiele telefoons nemen video’s op in 3GP, moderne mobiele telefoons nemen meestal op in MP4 (MPEG-4 Part 14). Ook gebruiken sommige telefoontoestellen de .mp3-extensie voor 3GP-video's.

## Technische details
3GP is een versimpelde versie van het MPEG-4 Part 14-formaat (MP4), ontworpen om de benodigde opslagruimte en vereiste bandbreedte in mobiele telefoons te verminderen. Het slaat video streams als MPEG-4 Part 2, H.263 of MPEG-4 Part 10 (AVC/H.264) op en audio streams als AMR-NB, AMR-WB, AMR-WB+, AAC-LC of HE-AAC.
Het 3GP-bestand is een big-endian. Dit wil zeggen dat de meest significant byte en/of de belangrijkste bestanden/gegevens als eerst worden geplaatst en verstuurd. Ook worden de beschrijvingen van de afbeeldingsformaten en bitrates mee in het bestand gestoken.
Er zijn 2 verschillende standaarden voor dit formaat. Je hebt 3GP en 3G2:
- 3GP is voor GSM-gebaseerde telefoons, deze heeft de extensie “.3gp”.
- 3G2 is voor CDMA-gebaseerde telefoons en heeft de extensie “.3g2”. Het lijkt zeer hard op 3GP, maar het heeft echter enkele beperkingen en wijzigingen.

Beide standaarden zijn gebaseerd op MPEG-4/H.263-video en AAC- of AMR-audio.

## Converteren
Omdat de meeste bestanden die gedownload worden niet de extensie 3GP hebben, moet je het bestand omvormen naar een andere extensie. Het converteren van de bestanden kan gedaan worden door een open source software genaamd FFmpeg. FFmpeg kan audio- en video-bestanden converteren. Deze software kan op alle platforms geïnstalleerd worden en is geschreven in C. Het kan gratis gedownload worden van http://www.ffmpeg.org/. 
Het converteren kan ook gedaan worden door andere software die zowel betalend als gratis kan zijn. Enkele voorbeelden zijn WinX Free, WinAVI, 4Vidoesoft, ...

## Afspelen
Eens overgezet op een computer kunnen 3GP-films binnen Linux, Macintosh en Windows bekeken worden met MPlayer en VLC media player. Programma's zoals Media Player Classic, Totem, RealPlayer, QuickTime en GOM Player kunnen ook gebruikt worden.

## Ondersteuning
- De meeste 3G-toestellen ondersteunen het afspelen en opnemen van video in het 3GP-formaat (geheugen, maximale bestandsgrootte voor weergave en opname en de maximale resolutie verschillen).
- Sommige recentere telefoontoestellen zonder 3G kunnen mogelijk ook in dit bestandsformaat opnemen en afspelen.
- Audio die van een cd naar een PlayStation 3 geïmporteerd wordt zal in het 3GP-formaat op USB-opslagmedia (meestal een USB-stick) opgeslagen worden.